# Platacantha
Platacantha is een geslacht van wantsen uit de familie van de Acanthosomatidae (Kielwantsen). Het geslacht werd voor het eerst wetenschappelijk beschreven door Lindberg in 1934.

## Soorten
Het genus is monotypisch en bevat alleen de volgende soort:

- Platacantha lutea (Westwood, 1837)